# 山岳ガイド

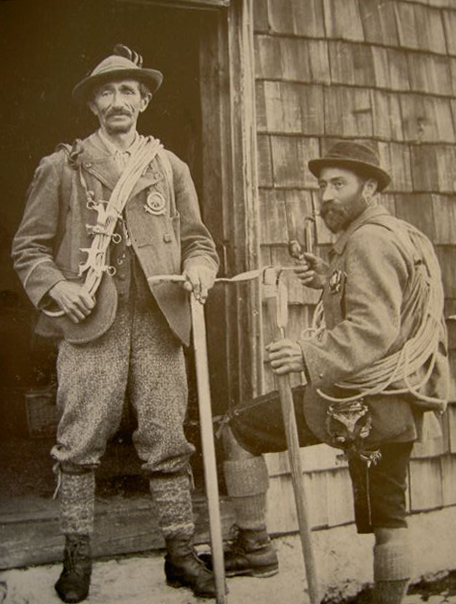
オーストリアの山岳ガイド（19世紀）

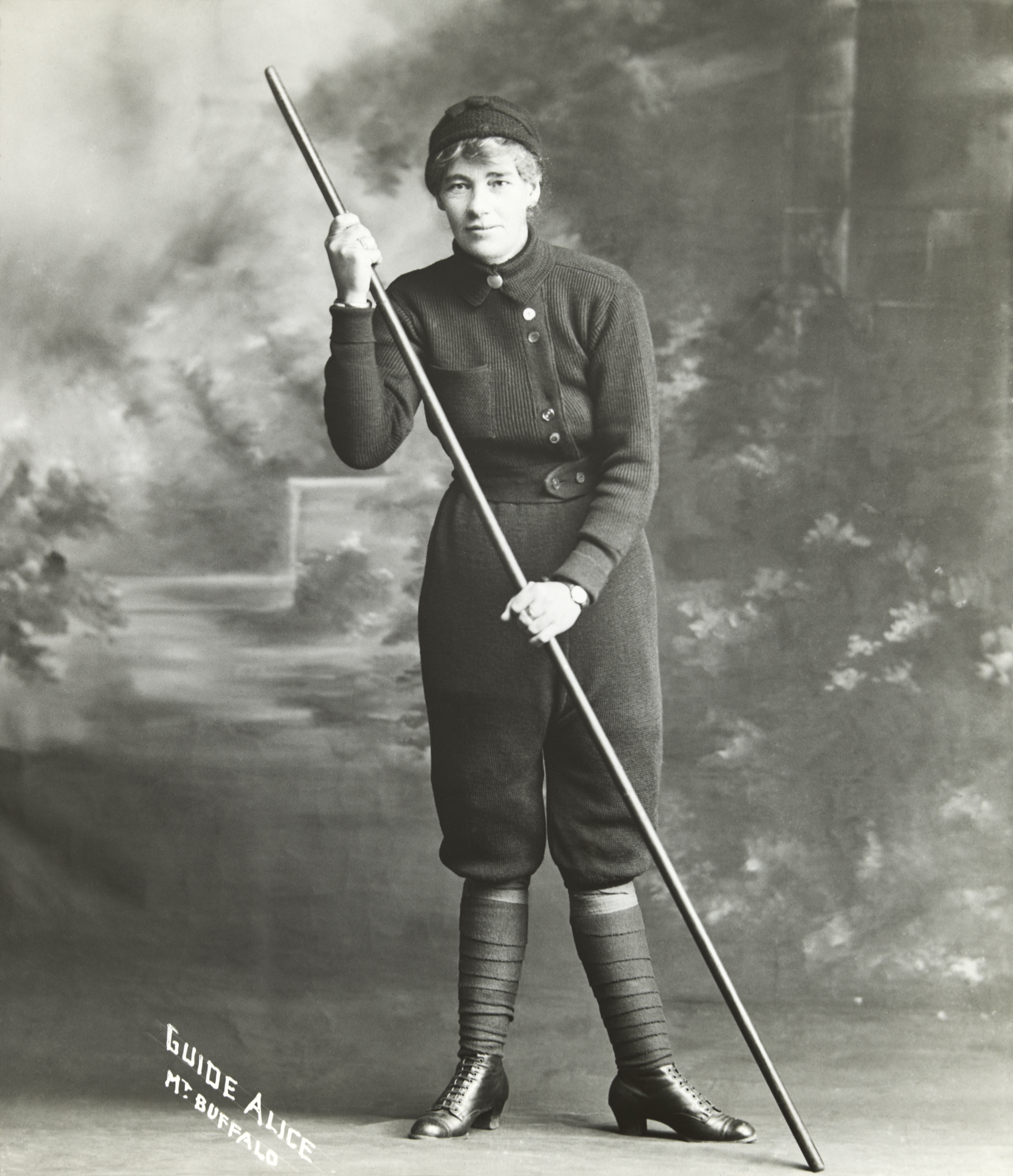
オーストラリアの先進的女性山岳ガイド（1900年代）

山岳ガイド（さんがくガイド、英語: Mountain guide & フランス語: Guide de haute montagne）は、地方自治体または登山・山岳ガイド協会によって認定された、特別に訓練された経験豊富なプロの登山家である。登山ガイド（とざんガイド）などとも呼ばれる。登山のハイレベルな専門家であると考えられており、そうした高度な専門知識を必要とする個人または小グループを指導または指導するために雇われる。このプロのガイドは、アルパイン・クライミングがスポーツとして認められるようになった19世紀半ばに生まれた。

## 日本の登山ガイド
日本でも、古くから山案内人などと呼ばれてマタギなど様々な形であったともいえるが、1971年には日本アルパイン・ガイド協会が設立され、これは2003年に日本山岳ガイド協会と名称変更していて、現在国内・国際山岳ガイド資格の認定を行っている。
日本山岳ガイド協会での資格には以下の種類に分かれている。
- 自然ガイド（ステージI・II）
- 登山ガイド（ステージI・II・III）
- 山岳ガイド（ステージI・II）
- 国際山岳ガイド

このほか、フリークライミングインストラクターやスキーガイドの取得もできる。案内できる範囲は自然ガイド、登山ガイド、山岳ガイドの順で広くなる。自然ガイドは雪のない時期の高原や里地里山などが活動範囲となり、山頂へ行く登山は不可能。登山ガイドは雪のない時期の一般登山道に限って案内でき、ステージII以上では四季を通じて案内が可能となる。難易度の高い山は不可能。山岳ガイドは1年を通して日本国内の様々な登山道を案内が可能となる。
また、国内各地には山岳ガイド組合が設立されていて、例えば山の多い長野県を例にとると、上高地登山案内人組合、白馬登山案内人組合などが北アルプス登山案内人組合連合会を作り、長野県が県内の長野県内の登山案内人組合・山岳ガイド協会を紹介している。
なお、日本アルパイン・ガイド協会も現存しており、独自のガイド資格の認定を行っている。

## 参照項目
- 登山
- 登山家